# Chiesa della Beata Vergine del Rosario e San Daniele Profeta
La chiesa della Beata Vergine del Rosario e San Daniele Profeta è la parrocchiale di Ampezzo, in provincia e arcidiocesi di Udine; fa parte della forania della Montagna.

## Storia
Si sa che alla fine del XV secolo fu edificata ad Ampezzo una chiesa.
È accertato, inoltre, che nel 1674 questo edificio necessitava di una ristrutturazione.
La nuova parrocchiale, disegnata da Mario Cortenovis, venne edificata tra il 1762 ed il 1786 e consacrata nel 1868 dall'arcivescovo di Udine Andrea Casasola.
La facciata fu riedificata nel 1909 e, nel 1984, l'edificio venne completamente ristrutturato.

## Interno

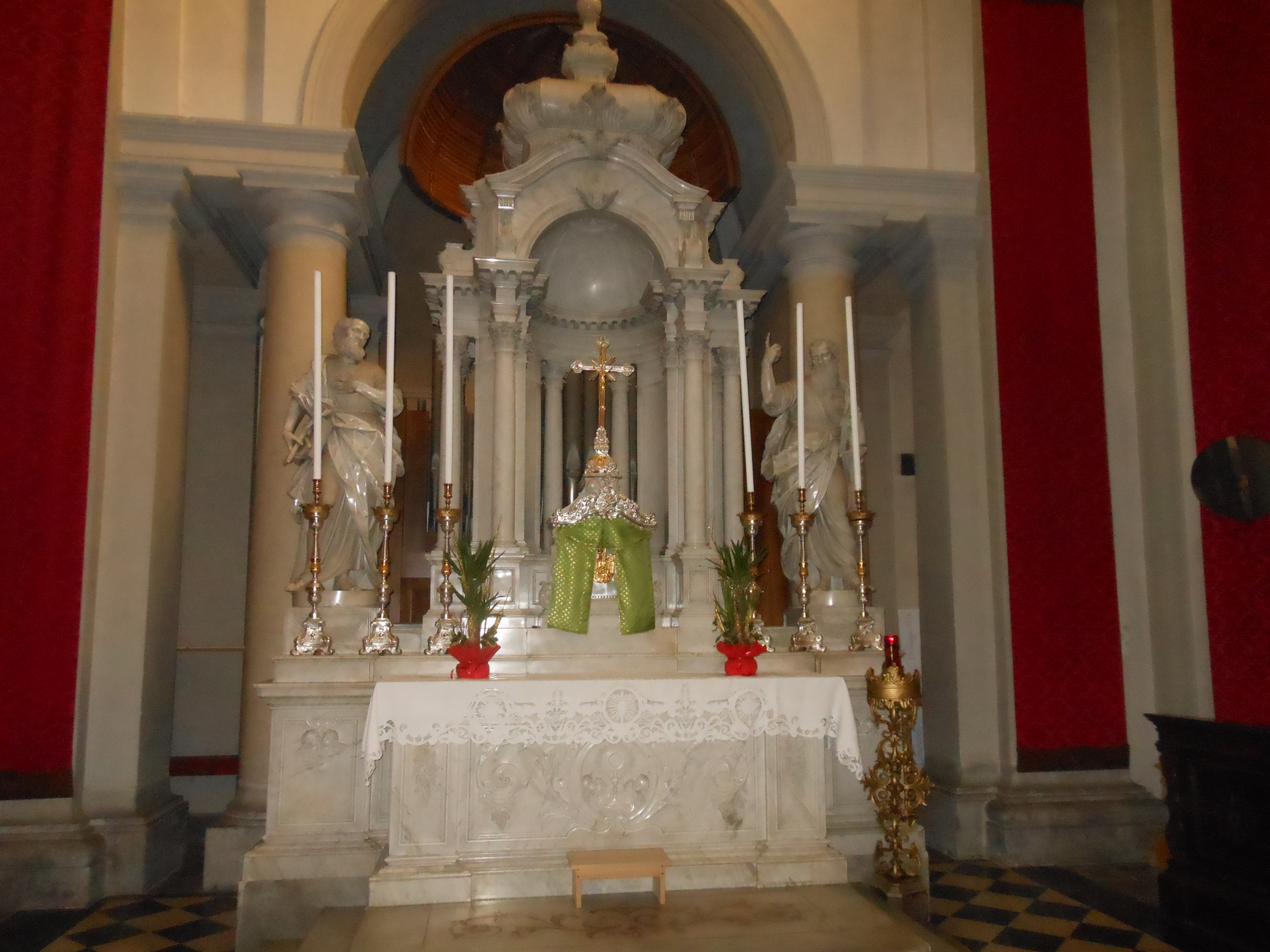
L'altare maggiore

Opere di pregio custodite all'interno della chiesa sono una pala settecentesca di Nicola Grassi raffigurante Daniele nella fossa dei leoni, un dipinto di Giuseppe Angeli, il cui soggetto è l'Estasi di San Domenico, l'altare laterale di Sant'Antonio, risalente al 1637, l'altare della Beata Vergine del Rosario, realizzato da Giovanni Saidero nel 1641, e l'altar maggiore, opera di Francesco Aloi impreziosita da due statue dei Santi Pietro e Paolo, scolpite nel 1822 dal friulano Giacomo Pischiutti.